# Umberto Rocca
Umberto Rocca (Rodi, 1º giugno 1940 – Avezzano, 23 novembre 2023) è stato un generale italiano dell'Arma dei Carabinieri, decorato di medaglia d'oro al valor militare.
Prestando servizio come comandante della tenenza ad Acqui Terme, il 5 giugno 1975 guidò la pattuglia di carabinieri che individuò nella cosiddetta cascina Spiotta d'Arzello la prigione dove era detenuto dalle Brigate Rosse l'industriale Vittorio Vallarino Gancia, sequestrato il giorno precedente da un nucleo armato dell'organizzazione. Nel drammatico conflitto a fuoco con i due brigatisti che detenevano l'ostaggio, l'allora tenente Rocca venne colpito dall'esplosione di una bomba a mano perdendo il braccio e l'occhio sinistro, ma rispose ugualmente al fuoco e continuò a dirigere l'azione dei suoi tre colleghi, prima di essere soccorso e trasportato in ospedale.
Dopo il drammatico evento, Umberto Rocca ha continuato a servire nell'Arma con incarichi non operativi, andando in congedo nel 2007 con il grado di generale di divisione. Per il suo comportamento in azione è stato il primo militare dell'Arma ad esser stato decorato, in vita ed in tempo di pace, della Medaglia d'oro al valor militare dopo la seconda guerra mondiale.

## Biografia

### Inizio della carriera
Dopo essersi laureato in Economia e Commercio all'Università degli Studi di Genova, Umberto Rocca nel gennaio 1967 entrò a far parte del 46º corso per Allievi Ufficiali di Complemento nella Scuola Truppe Motorizzate e Corazzate di Caserta da dove nel settembre 1967 venne trasferito nell'Arma dei Carabinieri, per frequentare il 40º corso tecnico professionale per sottotenenti di complemento presso la Scuola di Applicazione dell'Arma. Al termine del corso venne nominato sottotenente di complemento dei carabinieri e assegnato al 2º battaglione del 1º reggimento carabinieri con sede a Genova. Rocca venne ammesso nel gennaio 1968 alla rafferma quinquennale e venne quindi trasferito alla Legione carabinieri del capoluogo ligure da dove nel 1969 venne trasferito a Savona dove assunse il comando del Nucleo Investigativo.
Dopo aver superato con successo il concorso per il passaggio in servizio permanente effettivo nell'ottobre 1972, venne assegnato alla Legione di Messina, dove assunse il comando della tenenza di Sant'Agata di Militello, e poi nell'agosto 1973 alla Legione di Alessandria dove passò al comando della tenenza di Acqui Terme con il grado di tenente.

### 5 giugno 1975: lo scontro a fuoco ad Arzello
Al momento del sequestro dell'industriale Vittorio Vallarino Gancia il 4 giugno 1975 da parte delle Brigate Rosse, il tenente Rocca venne incaricato di organizzare una serie di sopralluoghi e pattugliamenti nelle campagne intorno a Canelli e Acqui Terme alla ricerca del sequestrato.
Il 5 giugno stava perlustrando una serie di cascine insieme al maresciallo Rosario Cattafi ed agli appuntati Giovanni D'Alfonso e Pietro Barberis. Dopo aver controllato un castello in rovina, chiamato la Tinazza, ed altre due cascine nelle vicinanze, alle ore 11.30 il tenente Rocca raggiunse con i suoi uomini la cascina Spiotta ad Arzello, una frazione di Melazzo, dove notarono la presenza di due auto ed ascoltarono il rumore di una radio proveniente dall'interno della costruzione.
I quattro carabinieri erano giunti casualmente alla prigione dove era detenuto Gancia; due brigatisti si trovavano alla cascina Spiotta a guardia del sequestrato; sorpresi, essi si avvidero solo all'ultimo momento dell'arrivo delle forze dell'ordine. I due brigatisti cercarono di fuggire e ne nacque un violento conflitto a fuoco. I terroristi, dopo aver finto di collaborare, lanciarono una bomba a mano contro i carabinieri e quindi uscirono di corsa dall'edificio cercando di raggiungere le loro auto. Il tenente Rocca venne investito in pieno dalla deflagrazione e ebbe istantaneamente il braccio sinistro amputato e una grave ferita all'occhio sinistro, alcune schegge ferirono anche il maresciallo Cattafi.
Nonostante le gravissime ferite, Umberto Rocca non cadde subito a terra, aprì il fuoco con la sua carabina M1 e ordinò di proseguire l'azione. Nel successivo conflitto a fuoco perì l'appuntato D'Alfonso che, raggiunto da diversi colpi di arma da fuoco al torace e alla testa, morirà dopo alcuni giorni di agonia, mentre l'appuntato Barberis colpì a morte Margherita Cagol "Mara", uno dei carcerieri e nota anche per essere la moglie di Renato Curcio, uno dei fondatori delle Brigate Rosse. Durante la sparatoria, il maresciallo Cattafi, a sua volta ferito da schegge, soccorse il superiore ormai caduto a terra; lo trascinò giù lungo il pendio fino alla strada sterrata dove i due carabinieri fermarono l'auto del postino che stava transitando. Il tenente Rocca, gravemente ferito, venne caricato sulla macchina e trasportato direttamente all'ospedale di Acqui Terme. Il tenente Rocca non perse conoscenza durante il trasporto, uscì da solo dall'auto del postino e dimostrò anche in ospedale con il personale e con i famigliari, lucidità e fermezza d'animo nonostante il braccio e l'occhio sinistro devastati. L'altro brigatista riuscì a fuggire e non fu mai rintracciato.
Alla fine del cruento scontro a fuoco, giunse un'altra auto dei carabinieri che entrò nella cascina e liberò l'industriale Gancia. A Rosario Cattafi ed alla memoria di Giovanni D'Alfonso fu conferita la Medaglia d'argento al valor militare. A Pietro Barberis, l'unico illeso, la Croce di guerra al valor militare, mentre Umberto Rocca ricevette la Medaglia d'oro al valor militare.

### Dopo il ferimento
Umberto Rocca, dopo essere stato sottoposto a vari interventi chirurgici e lunghe cure, riprese servizio nell'Arma, nonostante la mutilazione del braccio sinistro e la perdita dell'occhio sinistro, venendo promosso capitano. Nel 1976 venne trasferito nel "Ruolo d'Onore" e assegnato al Museo storico dell'Arma dei Carabinieri.
In un'intervista al giornalista Enzo Biagi l'allora tenente colonnello Rocca ha raccontato la drammatica operazione.
Umberto Rocca è stato promosso al grado di generale di brigata nel 1990 e dal 10 marzo 1998 è divenuto Direttore del Museo storico dell'Arma dei Carabinieri dopo esserne stato segretario per 14 anni. Si è congedato dal servizio nel 2007. È stato presidente del Gruppo Medaglie d'Oro al Valor Militare d'Italia.